# François Gouyon
François Gouyon, né le 19 décembre 1875 à Juillac (Corrèze) et mort le 17 décembre 1966 dans la même ville, est un homme politique français.

## Biographie
Issu d'une très vieille famille de notaire de Juillac, il est docteur en droit et reprend l'étude familiale en 1902. La même année, il succède également à son père comme conseiller général et reste en fonction jusqu'en 1942. Il est également conseiller municipal puis maire de Juillac de 1904 à 1942. Il est député de la Corrèze de 1914 à 1919, siégeant sur les bancs radicaux. Artiste peintre, il expose au salon de 1908.

## Sources
- « François Gouyon », dans le Dictionnaire des parlementaires français (1889-1940), sous la direction de Jean Jolly, PUF, 1960 [détail de l’édition]